# Нугола
Нугола је насеље у Италији у округу Ливорно, региону Тоскана.
Према процени из 2011. у насељу је живело 874 становника. Насеље се налази на надморској висини од 52 м.